# Rentweinsdorf
Rentweinsdorf är en köping (Markt) i Landkreis Haßberge i Regierungsbezirk Unterfranken i förbundslandet Bayern i Tyskland.
Köpingen ingår i kommunalförbundet Ebern tillsammans med staden Ebern och kommunen Pfarrweisach.